# Villares del Saz (kommunhuvudort)
Villares del Saz är en kommunhuvudort i Spanien.   Den ligger i provinsen Provincia de Cuenca och regionen Kastilien-La Mancha, i den centrala delen av landet, 120 km sydost om huvudstaden Madrid. Villares del Saz ligger 873 meter över havet och antalet invånare är 630.
Terrängen runt Villares del Saz är huvudsakligen platt, men norrut är den kuperad. Runt Villares del Saz är det mycket glesbefolkat, med 7 invånare per kvadratkilometer. Närmaste större samhälle är San Lorenzo de la Parrilla, 12,3 km öster om Villares del Saz. Trakten runt Villares del Saz består till största delen av jordbruksmark.